# Banque du Liban
Die Banque du Liban (BDL, arabisch مصرف لبنان, DMG Maṣrif Lubnān) ist die Zentralbank des Libanon. Sie wurde am 1. August 1963 gegründet und nahm am 1. April 1964 ihre Arbeit auf. Eine der Hauptaufgaben der Bank ist die Ausgabe des libanesischen Pfunds. Weitere Aufgaben umfassen die Wahrung der Währungsstabilität, die Regulierung von Geldtransfers und die Wahrung der Solidität des Bankensektors. Das Bankwesen ist mit über 100 verschiedenen Banken ein sehr wichtiger Teil der libanesischen Wirtschaft, weshalb die Rolle der Banque du Liban von besonderer Bedeutung ist. Derzeit hält die Banque du Liban außerdem über 99 % der Anteile an der libanesischen Fluggesellschaft Middle East Airlines.
Es gibt Filialen in Aley, Baalbeck, Bikfaya, Jounieh, Nabatiye, Sidon, Tripoli, Tyre und Zahlé.

## Geschichte
Nachdem die Hoheit der Ottomanischen Bank über die Gebiete des heutigen Libanon geendet hatte, wurde von den Briten das Ägyptische Pfund als Währung eingeführt. In Übereinstimmung mit dem am 15. September 1919 zwischen der französischen und der britischen Regierung unterzeichneten Abkommen begann eine neue Besatzungsbehörde den Libanon zu regieren. Französische Truppen ersetzten die Briten unter dem Kommando von General Gouraud, der am 12. Oktober 1919 ernannt wurde. Folglich wurde die Verwendung der für das britische Finanzministerium geeigneten ägyptischen Währung unangemessen.
Um das ägyptische Pfund zu ersetzen, beschloss die französische Regierung mit Dekret Nr. 129, das der Hohe Kommissar am 13. März 1920 erlassen hatte, Syrien (einschließlich des Libanon) mit einer nationalen Währung auszustatten. Am 1. September 1920 proklamierte der Vertreter Frankreichs Großsyrien. 1920 erhielt die Bank von Syrien die Konzession zur Ausgabe des Syrischen Pfund, das am 1. Mai 1920 gesetzliches Zahlungsmittel wurde. 1939 wurde die libanesische Währung offiziell von der syrischen getrennt, obwohl sie noch immer mit dem französischen Franc verbunden war und mit syrischem Geld tauschbar blieb.
Die Banque du Liban wurde am 1. August 1963 durch Dekret Nr. 13513 gegründet. Sie wurde am 1. April 1964 in Betrieb genommen. BDL ist eine juristische Person des öffentlichen Rechts, die finanzielle und administrative Autonomie genießt. Es unterliegt nicht den für den öffentlichen Sektor geltenden Verwaltungsvorschriften und -kontrollen. Das Kapital wird vollständig vom Staat angeeignet.
Gegenwärtig ist die Deckung des libanesischen Pfunds mit Gold und Dollarreserven gesichert. Dies ist auf die Tatsache zurückzuführen, dass die wirtschaftliche Tätigkeit hauptsächlich in US-Dollar erfolgt, wobei die Dollarisierungsrate der Bankeinlagen sehr hoch ist.

## Struktur
Die Bank wird von einem Gouverneur verwaltet, der von vier Vizegouverneuren und dem Zentralrat unterstützt wird. Der Gouverneur ist der gesetzliche Vertreter der Banque du Liban und hat umfassende Befugnisse über die Verwaltung der Bank. Er ist mit der Durchsetzung des Regelwerkes und der Umsetzung der Resolutionen des Zentralrats beauftragt. Auf Vorschlag des Finanzministers wird der Gouverneur durch einen vom Ministerrat genehmigten Erlass für eine verlängerbare Amtszeit von sechs Jahren ernannt. Nach der Konsultation des Gouverneurs und auf Vorschlag des Finanzministers werden die Vizegouverneure durch einen vom Ministerrat genehmigten Erlass für eine erneuerbare Amtszeit von fünf Jahren ernannt. Sie unterstützen den Gouverneur bei der Leitung der Bank und erfüllen die vom Gouverneur festgelegten Aufgaben. Außerdem nehmen sie ihre Aufgaben als Mitglieder des Zentralrats wahr.
Gemäß der Konvention ist der Gouverneur der Banque du Liban immer ein maronitischer Christ. Von 1993 bis Ende Juli 2023 war Riad Salameh in dieser Position. Da sich die Regierung des Libanon nicht auf einen Nachfolger einigen konnte, musste laut libanesischem Recht der erste Vizegouverneur Wassim Mansouri das Amt übernehmen.